# Közönséges földigiliszta
A közönséges földigiliszta (Lumbricus terrestris) a nyeregképzők (Clitellata) osztályának Haplotaxida rendjébe, ezen belül a földigiliszta-félék (Lumbricidae) családjába tartozó faj.

## Előfordulása
Világszerte lehet gilisztákat találni. A közönséges földigiliszta egész Európában és Ázsiában előfordul bárhol, ahol a talaj és az éghajlat megfelelő számára.

## Megjelenése
A közönséges földigiliszta hossza általában 30 centiméter, de néha hosszabb is lehet. A giliszta színezete barna vagy vörösesbarna.
Ha a földigiliszta elveszti teste egyik végét, akkor ez a rész utánanő – de, a közhiedelemmel ellentétben sohasem lesz belőle két giliszta. A földigiliszta agya, szívei és légzőszervei az első néhány szegmensben vannak. 5 pár szíve van. Ha ezek épen maradnak, a giliszta tovább él és növekszik, de a levágott farkából nem fejlődik új élet. A hosszában kettévágott állat azonban elpusztul.

## Életmódja
A közönséges földigiliszta magányosan él. Eső után a még nedves földben kialakít magának egy folyosórendszert. Más néven a gilisztát esőféregnek is nevezik. A folyosórendszer falának beomlását megakadályozza a giliszta testének ragadós váladéka, ami megszáradva egyféle ragasztó-kötőanyag a talajon. A folyosórendszerben legalább egy kitágított pihenőürege is van. Hideg és száraz időben üregében golyószerűen összegömbölyödve nyugszik - így próbálja megőrizni a teste páratartalmát, és melegét. Tápláléka elkorhadt, elrothadt növényi részekkel kevert szerves anyag tartalmú föld, növényi maradékok, néha kis, elhullott állatok. Ha a talajban nem talál táplálékot, feljön a felszínre és ott keres olyan - többnyire növényi - részeket, amiket a járataiba behúzva el tud rothasztani és utána meg tud enni, emészteni. A giliszta a megemészthetetlen földet kis csomókban üríti ki testéből. Természetes ellenségei a vakond, a sün, a cickány, a békák, teknősök, százlábúak és a futóbogarak. Fogságban legfeljebb 6 évig él.

## Szaporodása

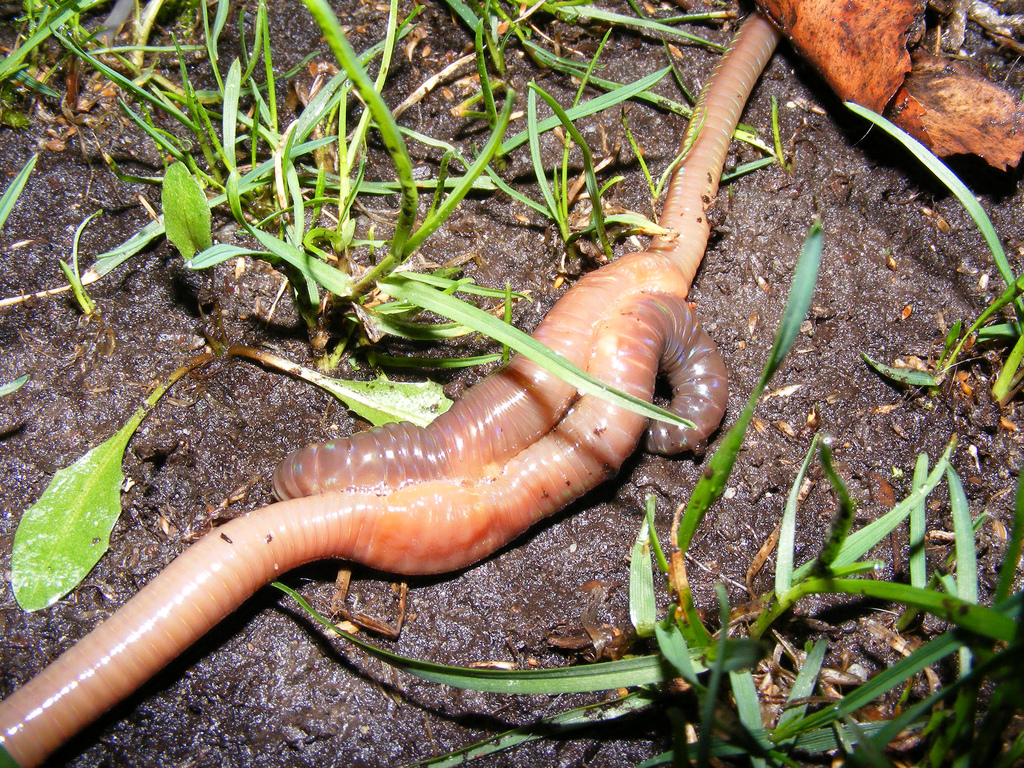
Párosodó földigiliszták

Az ivarérettséget 6-18 hónapos korban éri el. A párzási időszak nedves, meleg nyári estéken van. A giliszta hímnős, mégis partnert kell keresnie a párzáshoz. A párzási gyakoriság viszonylag magas (7–11 naponta egyszer). Párzás közben a két giliszta a földfelszínen spermát cserél; eközben egy nyálkás tok köti össze őket. A giliszta clitellumából (más néven nyereg, fakó, mirigyekben gazdag megvastagodás teste első harmadában) váladékot bocsát ki. A nyálkás váladék tokot képez. Ezután a nyálkás tok végigcsúszik testén, petéket és spermát ragadva magával. A végén a giliszta kibújik a nyálkás tokból úgy, hogy a fejénél visszatűri a tokot. Az akár 20 petét is tartalmazó nyálkás tok hermetikusan bezárul és egy kokont képez. Ez akár szélsőséges időjárási körülményeket is képes átvészelni. Többnyire csak egyetlen giliszta bújik ki belőle. A petéből való kifejlődéshez 1-5 hónap kell.

## Jelentősége
Életmódjával tisztítja a talajt a korhadékoktól és rothadékoktól, megnövelve annak hasznos termőképességét. Sporthorgászatban halcsalinak használják. Ürüléke szerves anyagnak tekinthető, amelynek a biológiai aktivitása százszorosa is lehet az elfogyasztott talajtörmeléknek. Kutatások szerint a földigiliszták úgy javítják a növények meztelen csigák elleni védekezőképességét, hogy növelik a tápanyagellátásukat, így azok több, a csigák számára mérgező antitestet termelnek. Mint törmelékfogyasztókat a ragadozók fogyaszthatják el egy detritikus (a detritikus tápláléklánc (szaprofita lánc) kiinduló tápanyaga nem az élő, hanem az elhalt növényi és állati anyag) táplálékláncban, nagy a B-vitamin tartalma, nyersen összerágva a tehéntejhez hasonló enyhén édeskés íze van. Főzve vagy sütve húspótló lehet fehérjében szegény területeken.

## A földigiliszta fájdalma
|  | „A hernyó, féreg, földi giliszta szánalmat keltő vonaglását nem szabad gondos körültekintés nélkül fájdalom jelének tartanunk. Ha, mint Normann tette, a földi gilisztát kettévágjuk, hátsó fele kínosan fog vergődni, míg mellső fele nyugodtan csúszik tovább. Ha mind a két részt újra ketté vágjuk, mindegyik elülső része nyugodtan mászik, míg a hátsó fél »fájdalom« jeleit mutatja. Az egész jelenség magyarázata az, hogy a vágástól előre eső részeken rendezett mozgások vannak, a hátsó részeken rendetlen reflexmozgások észlelhetők, melyek azonban még egyáltalán nem jogosítanak fel fájdalomérzés föltételezésére. Számos megfigyelés azt mutatja, hogy alsóbbrendű állatoknak nincs fájdalomérzésük. ” |
|  | – Dalmady Zoltán: Mendemondák a természettudomány köréből, 1909 |